# Jacques Bonnaffé

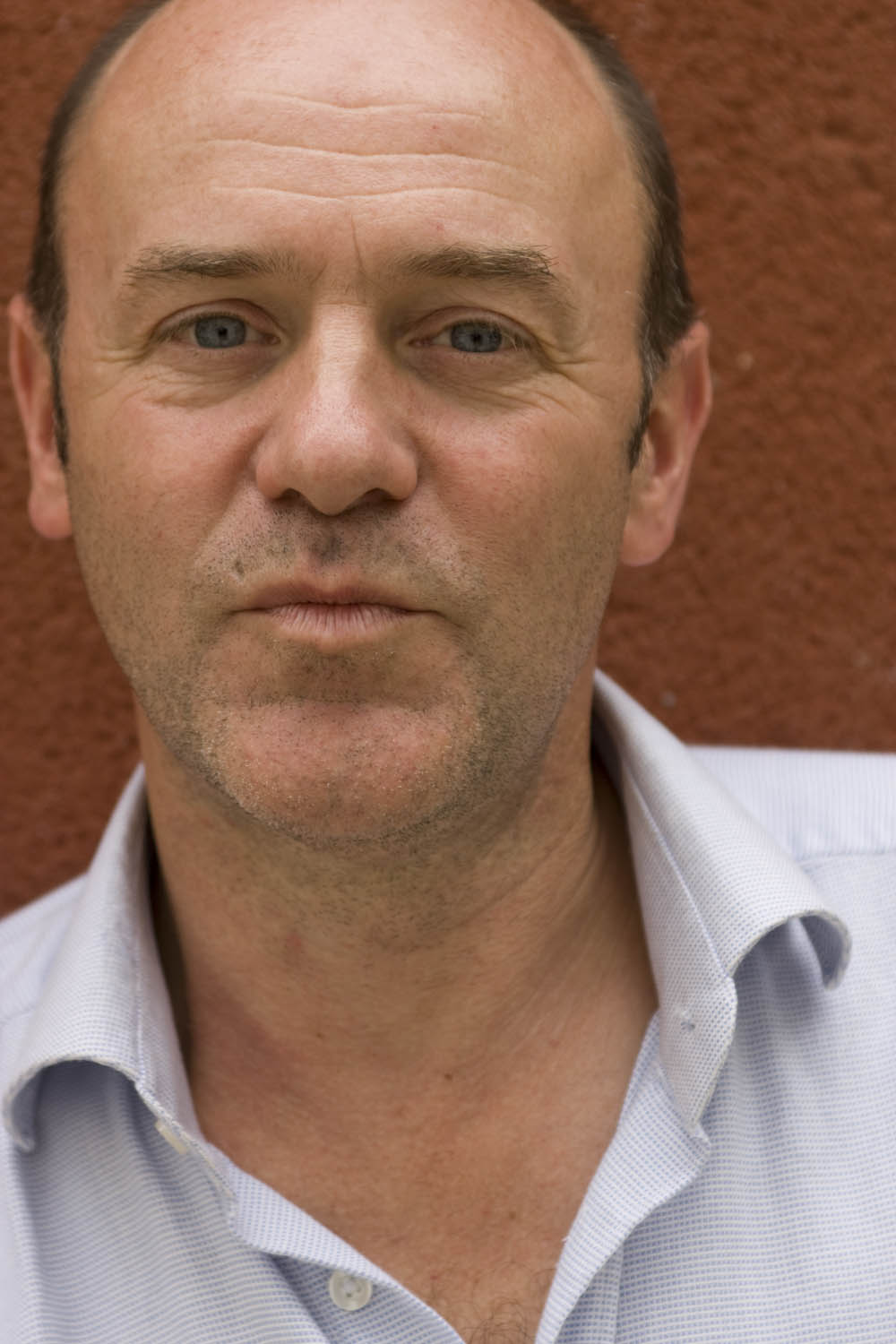
Jacques Bonnaffé (2008)

Jacques Bonnaffé (* 22. Juni 1958 in Douai, Frankreich) ist ein französischer Schauspieler. 

## Biografie
Jacques Bonnaffé studierte Schauspiel am Conservatoire à rayonnement régional de Lille. Anschließend spielte er Theater und arbeitete dabei mit Regisseuren wie Jean-François Peyret, Arnaud Meunier, Joël Jouanneau und Gildas Bourdet zusammen. Sein Leinwanddebüt als Filmschauspieler gab er in einer kleinen Nebenrolle in dem 1980 erschienenen und von Édouard Niermans inszenierten Filmdrama Anthrazit an der Seite von Jérôme Zucca und Bruno Cremer. Für seine Darstellung des Bruno in dem von Jacques Doillon inszenierten Liebesdrama Die Versuchung von Isabelle wurde er bei der Verleihung des französischen Filmpreises César 1986 als  nominiert. Eine weitere Nominierung erfolgte bei der Verleihung des César 1990 für seine Darstellung des André Gravey in René Férets Filmbiografie Champagner der Liebe.

## Filmografie (Auswahl)
- 1980: Anthrazit (Anthracite)
- 1983: Vorname Carmen (Prénom Carmen)
- 1985: Blanche und Marie (Blanche et Marie)
- 1985: Die Kunst, verliebt zu sein (Escalier C)
- 1985: Die Versuchung von Isabelle (La tentation d’Isabelle)
- 1985: Sie stand so lange im Scheinwerferlicht (Elle a passé tant d'heures sous les sunlights...)
- 1989: Champagner der Liebe (Baptême)
- 1990: Hand aufs Herz (La fracture du myocarde)
- 1991: Arthur Rimbaud – Eine Biographie (Arthur Rimbaud – Une biographie)
- 1992: Ein korrupter Bulle (Un flic pourri)
- 1993: Alle lieben Mathilde (Faut-il aimer Mathilde?)
- 1993: Paare und Geliebte (Couples et amants)
- 1996: Das Blut des Fuchses (Le sang du renard)
- 1997: Lucie Aubrac
- 1998: Michael Kael – Live aus Katango (Michael Kael contre la World News Company)
- 1999: Codename Clown (Le sourire du clown)
- 1999: Schöne Venus (Vénus beauté (institut))
- 2001: Va Savoir (Va savoir)
- 2002: Das Ende vom Lied (Au bout du rouleau)
- 2003: Ein Kind unserer Zeit (Un fils de notre temps)
- 2004: Meeresfrüchte (Crustacés et coquillages)
- 2004: Wenn die Flut kommt (Quand la mer monte …)
- 2005: Lemming
- 2006: Das Mädchen, das die Seiten umblättert (La tourneuse de pages)
- 2007: Kapitän Ahab (Capitaine Achab)
- 2007: Le deuxième souffle
- 2009: 36 Ansichten des Pic Saint-Loup (36 vues du Pic Saint-Loup)
- 2011: Das Haus der Geheimnisse (Derrière les murs)
- 2012: À moi seule
- 2013: Violette
- 2014–2015: Dein Wille geschehe (Ainsi soient-ils) (Fernsehserie, 16 Folgen)
- 2016: Vor der Morgenröte – Stefan Zweig in Amerika
- 2021: Kein Lebenszeichen (Disparu à jamais, Miniserie)
- 2024: Die leisen und die großen Töne (En Fanfare)

## Auszeichnung (Auswahl)
- César 1986: Nominierung als Bester Nachwuchsdarsteller für Die Versuchung von Isabelle
- César 1990: Nominierung als Bester Nebendarsteller für Champagner der Liebe